# Natan Valmin
Mattias Natanael (Natan) Valmin, född 30 maj 1898 i Asarum, Blekinge län (född som Mattias Natanael Svensson, men bytte namn 1928), död 17 december 1967 i Lund, var en svensk lektor, arkeolog, populärvetenskaplig författare och målare.
Han var son till skomakarmästaren Sven Mathsson och Amalia Olsson och gift 1927–1935 med Sys Poulsen och från 1935 med Lita Anna Maria Wallin. Valmin blev student vid Lunds universitet 1917, fil. dr. 1931 och docent 1930. Han anställdes som lektor i Växjö 1945. Han gjorde sig känd som populärvetenskaplig författare och arkeolog där han har skildrat sina egna utgrävningar i Grekland. Han studerade konst en kortare tid för Gotthard Sandberg och på målarkurser i Frankrike, Italien och Sverige men räknade sig själv som autodidakt. Separat ställde han sedan 1951 ut upprepade gånger i bland annat Växjö, Halmstad, Karlshamn och Borås. Hans konst består av landskapsskildringar från Medelhavsländerna, Småland, Blekinge och Västkusten utförda i olja eller akvarell.